# Jutta Krellmann

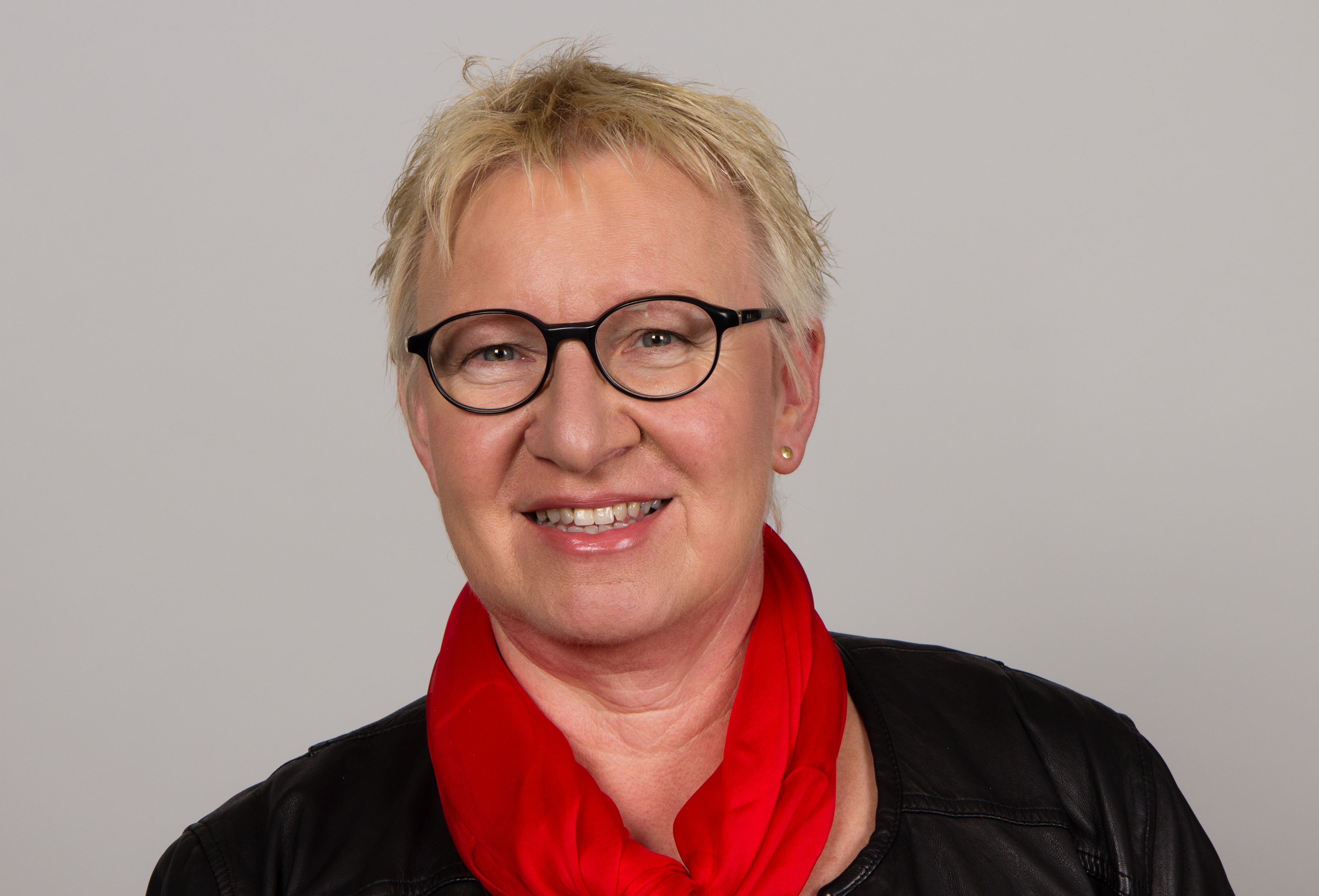
Jutta Krellmann 2014

Jutta Krellmann (* 7. Januar 1956 in Johannisberg (Rheingau)) ist eine deutsche Politikerin (Die Linke). Von 2009 bis 2021 war sie Mitglied des Deutschen Bundestages.

## Leben und Beruf
1975 beendete Krellmann eine Ausbildung zur Chemielaborantin und arbeitete anschließend in der pharmazeutisch-chemischen Forschung. Von 1979 bis 1982 studierte sie ohne Abitur Volkswirtschaft an der Universität für Wirtschaft und Politik in Hamburg. Ab 1984 hatte sie eine ABM-Stelle zur Betreuung einer gewerkschaftlichen Arbeitsloseninitiative in Hameln; ab 1985 war sie Gewerkschaftssekretärin bei der IG Metall in Hameln.

## Politische Karriere

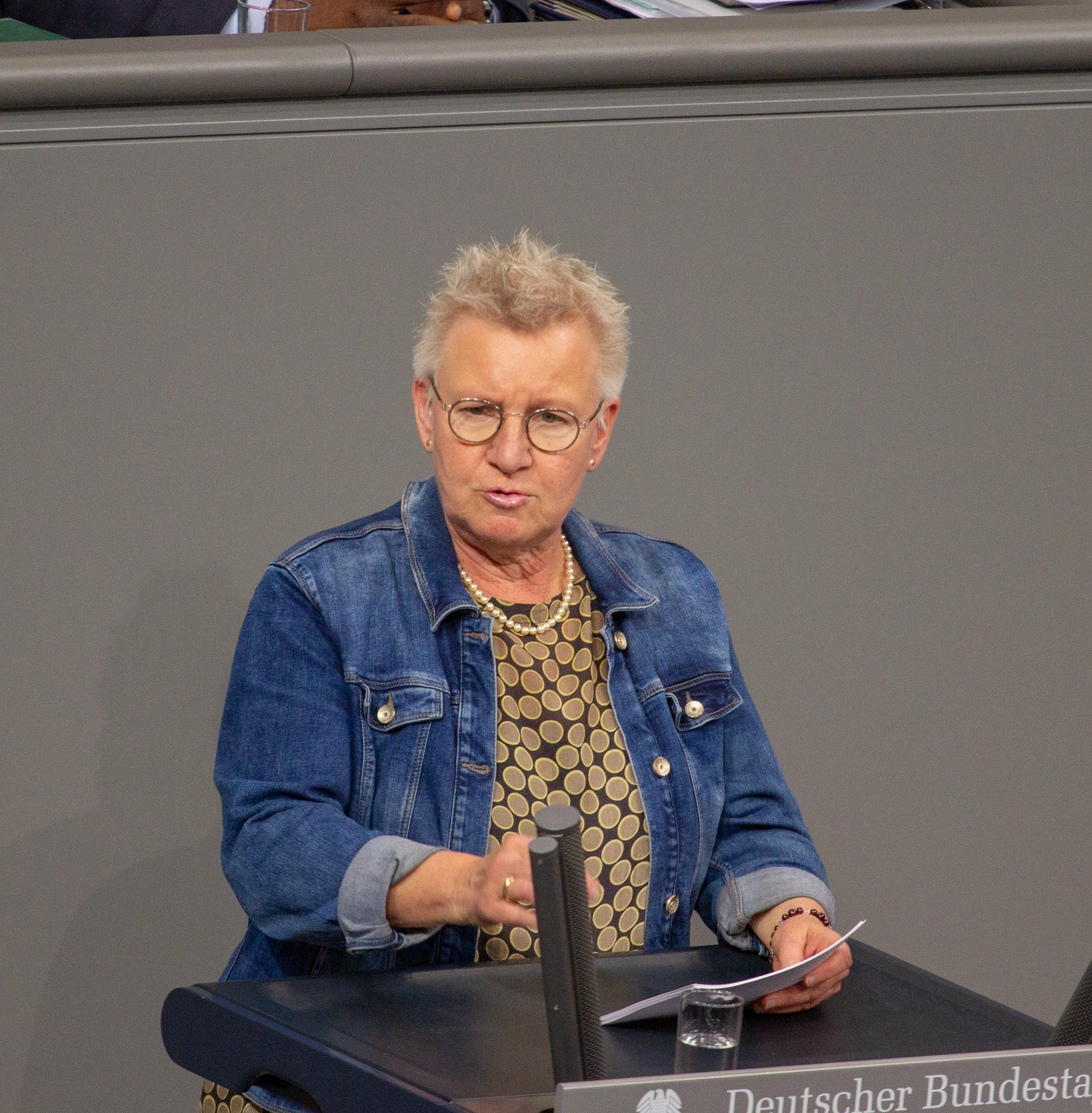
Jutta Krellmann, 2019

Krellmann war Mitglied in der SPD. Aufgrund der Agenda 2010 und Rente ab 67 verließ sie die Partei und wirkte bei der Gründung der WASG und später der Linken mit. Bei der Landtagswahl in Niedersachsen 2008 trat sie im Wahlkreis Hameln/Rinteln an, schaffte mit 7,3 % jedoch nicht den Einzug in den Niedersächsischen Landtag.
Bei der Bundestagswahl 2009 kandidierte sie im Bundestagswahlkreis Hameln-Pyrmont – Holzminden. Über den fünften Platz der Landesliste zog sie in den Bundestag ein. Seit 2009 war sie Obfrau der Linken im Ausschuss für Arbeit und Soziales und Sprecherin für Arbeit und Mitbestimmung ihrer Fraktion. Sie gehörte zudem als ordentliches Mitglied der Enquete-Kommission Berufliche Bildung an sowie den Projektgruppen 2 und 5 der Enquete-Kommission. Krellmann war als stellvertretendes Mitglied im Ausschuss für Gesundheit vertreten.
Bei der Bundestagswahl 2017 zog sie abermals über die Landesliste in den Bundestag ein. Für die Bundestagswahl 2021 trat Krellmann nicht erneut an.